# Бреан (Морбијан)
Бреан (фр. Bréhan) насеље је и општина у северозападној Француској у региону Бретања, у департману Морбијан која припада префектури Понтиви.
По подацима из 2011. године у општини је живело 2334 становника, а густина насељености је износила 45,19 становника/km². Општина се простире на површини од 51,65 km². Налази се на средњој надморској висини од 96 метара (максималној 158 m, а минималној 45 m).

## Демографија
| 1962. | 1968. | 1975. | 1982. | 1990. | 1999. | 2011. |
| ----- | ----- | ----- | ----- | ----- | ----- | ----- |
| 1.773 | 1.885 | 2.005 | 2.257 | 2.284 | 2.314 | 2.334 |

График промене броја становника у току последњих година